# Cattedrale di San Giovanni Battista (Caratinga)
La cattedrale di San Giovanni Battista (Catedral de São João Batista in lingua portoghese) è una chiesa cattolica di Caratinga, nello stato brasiliano di Minas Gerais, ed è cattedrale della diocesi di Caratinga.
Si trova nella piazza Cesário Alvim, ove aveva sede una parrocchia che aveva due cappelle a essa subordinate: la cappella di San Sebastiano e la cappella dell'Apparizione di Nostra Signora di Aparecida.

## Storia

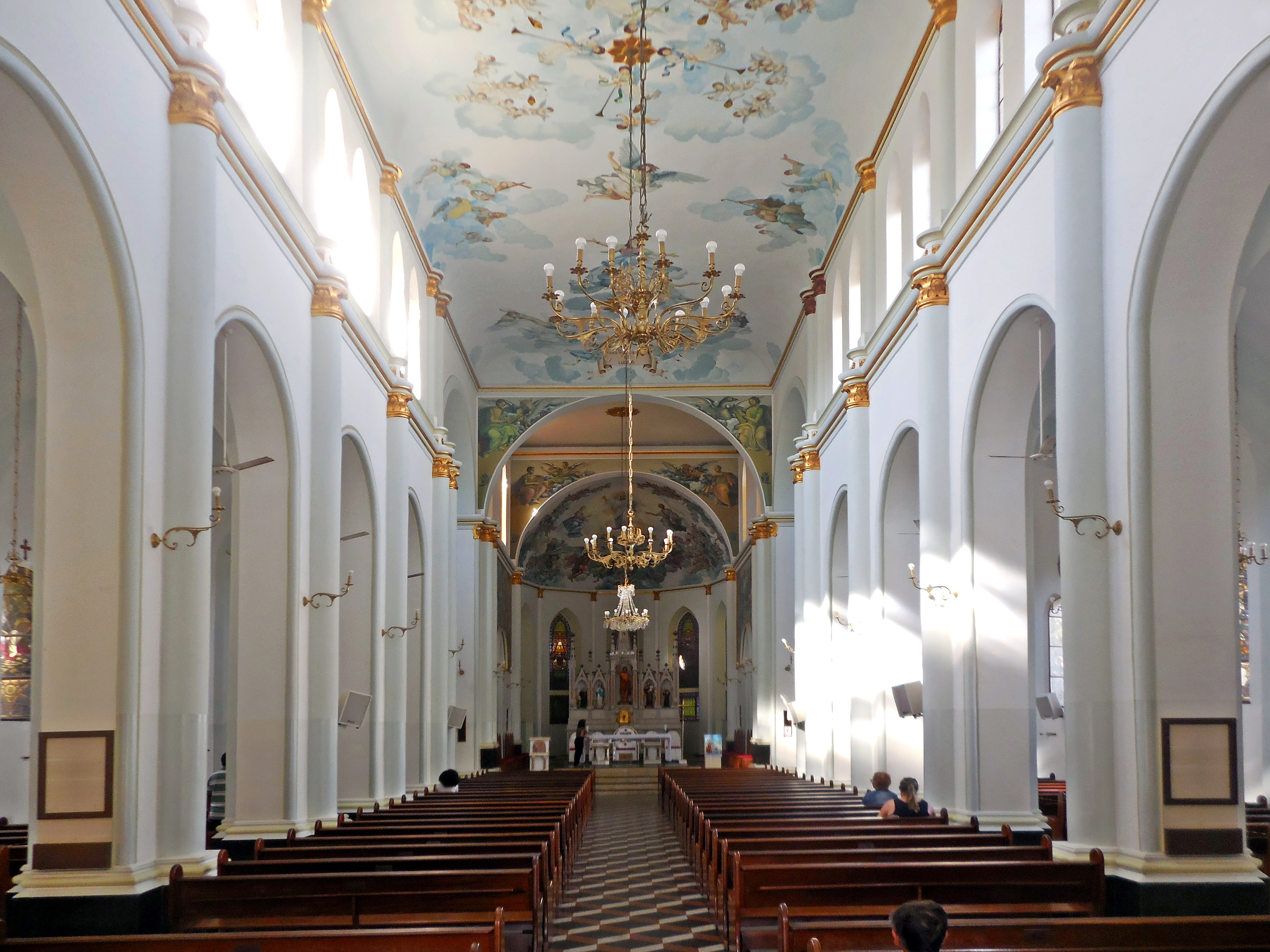
Interno della cattedrale

La parrocchia di San Giovanni Battista fu creata il 1º dicembre 1873 e istituita il 20 ottobre 1877. Quando fu creata, la parrocchia era subordinata all'arcidiocesi di Mariana. Nel 1880 ebbe inizio la costruzione la nuova chiesa matrice di San Giovanni Battista.
Il 10 dicembre 1915, con la creazione della diocesi di Caratinga, la chiesa matrice fu elevata al rango di cattedrale. A causa della limitazione del numero massimo di fedeli che la chiesa madre poteva accogliere, fu dato inizio nel 1930 alla costruzione dell'attuale chiesa.

## Immagini della cattedrale

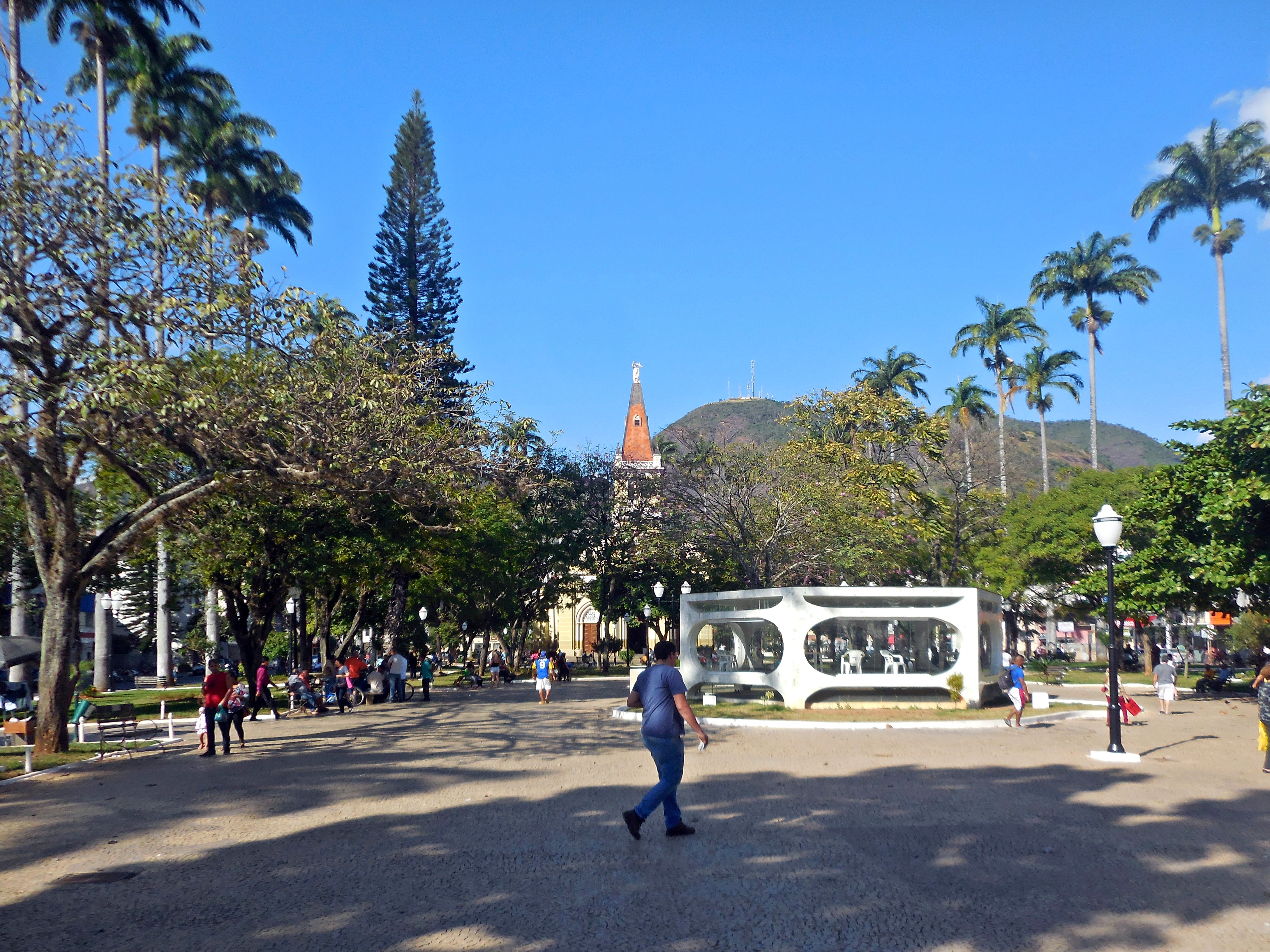
Piazza Cesário Alvim con la cattedrale di San Giovanni Battista e la Pedra Itaúna sullo sfondo.
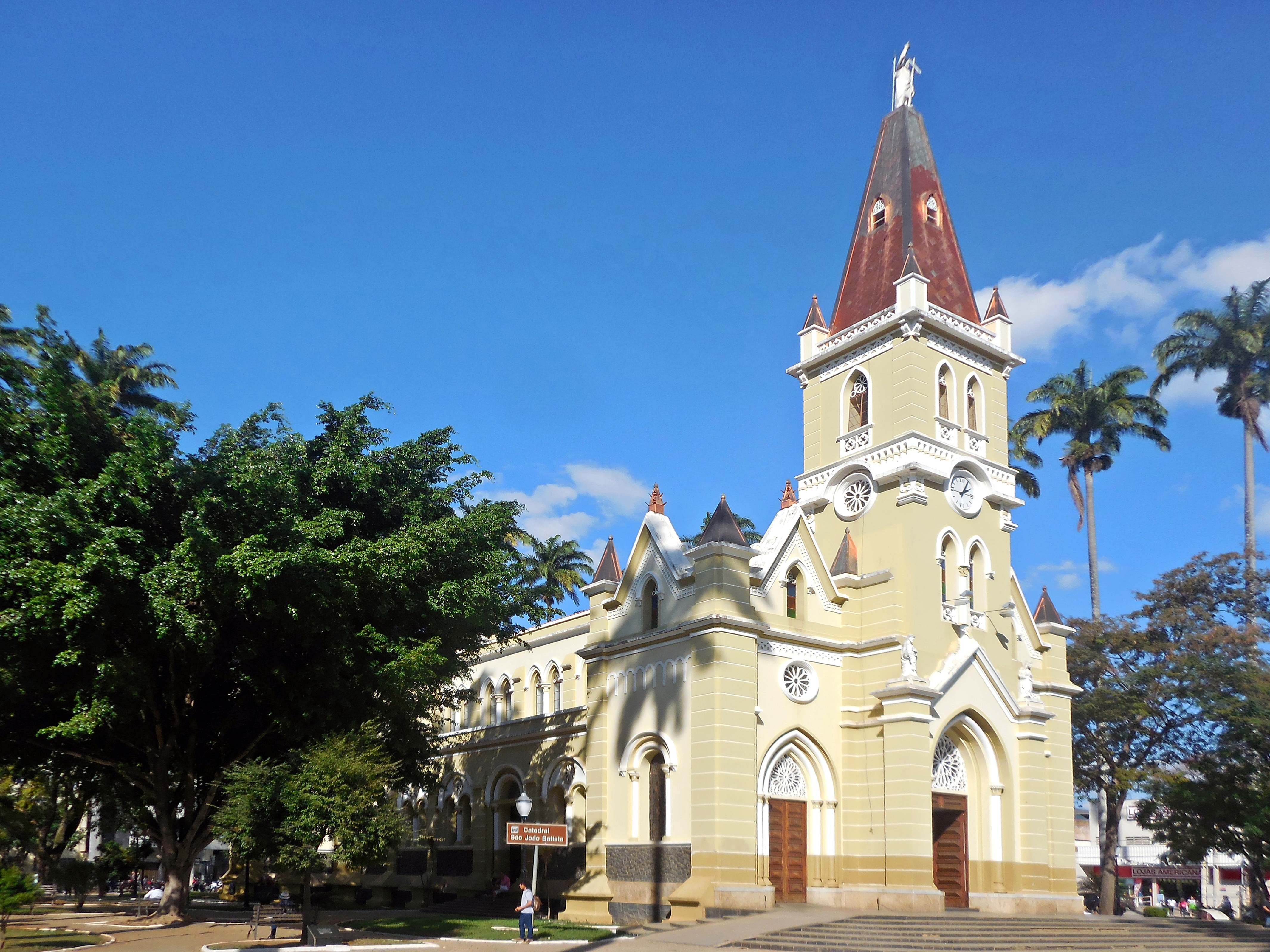
Vista della cattedrale di San Giovanni Battista
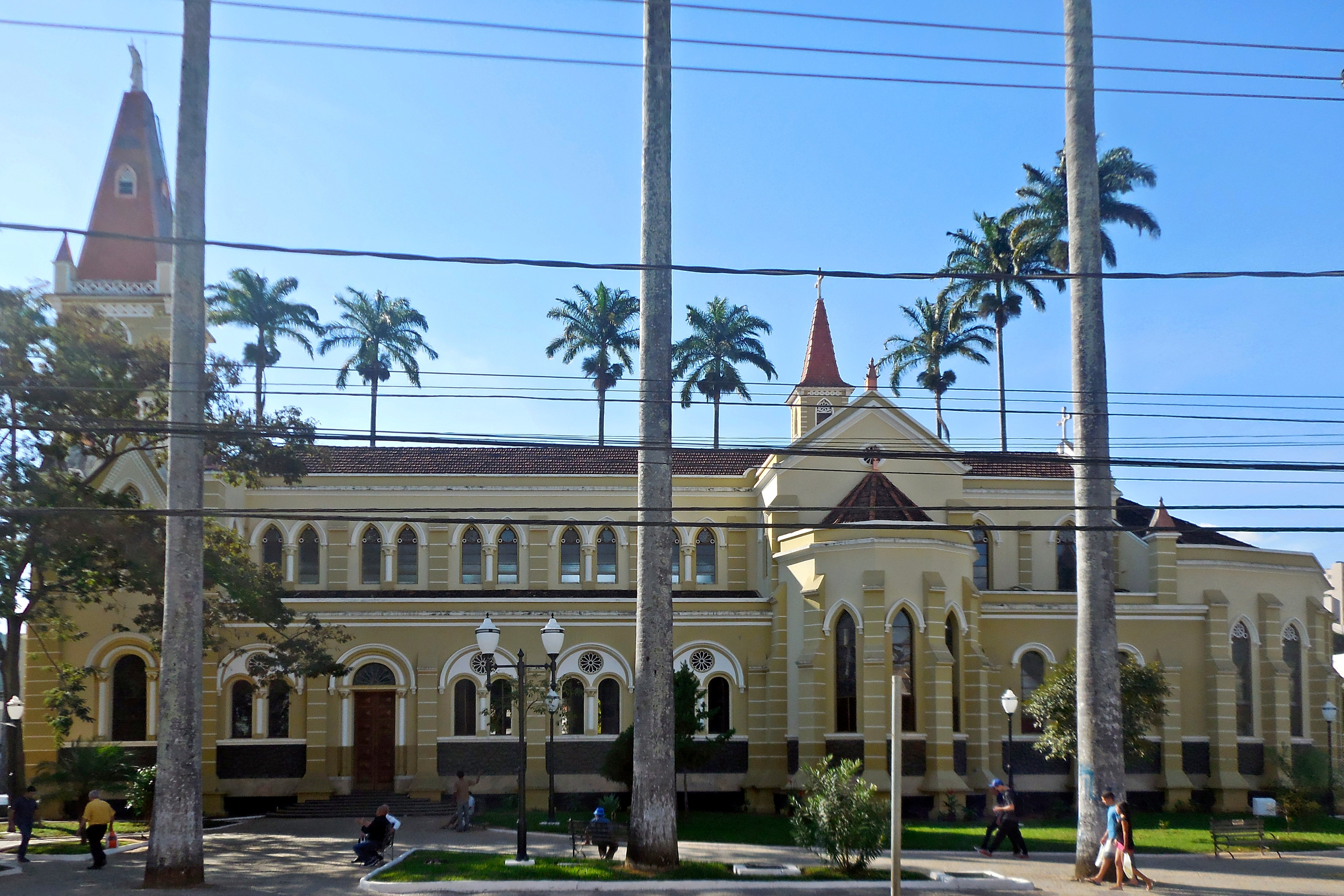
Facciata laterale destra della cattedrale